# Knickerbocker

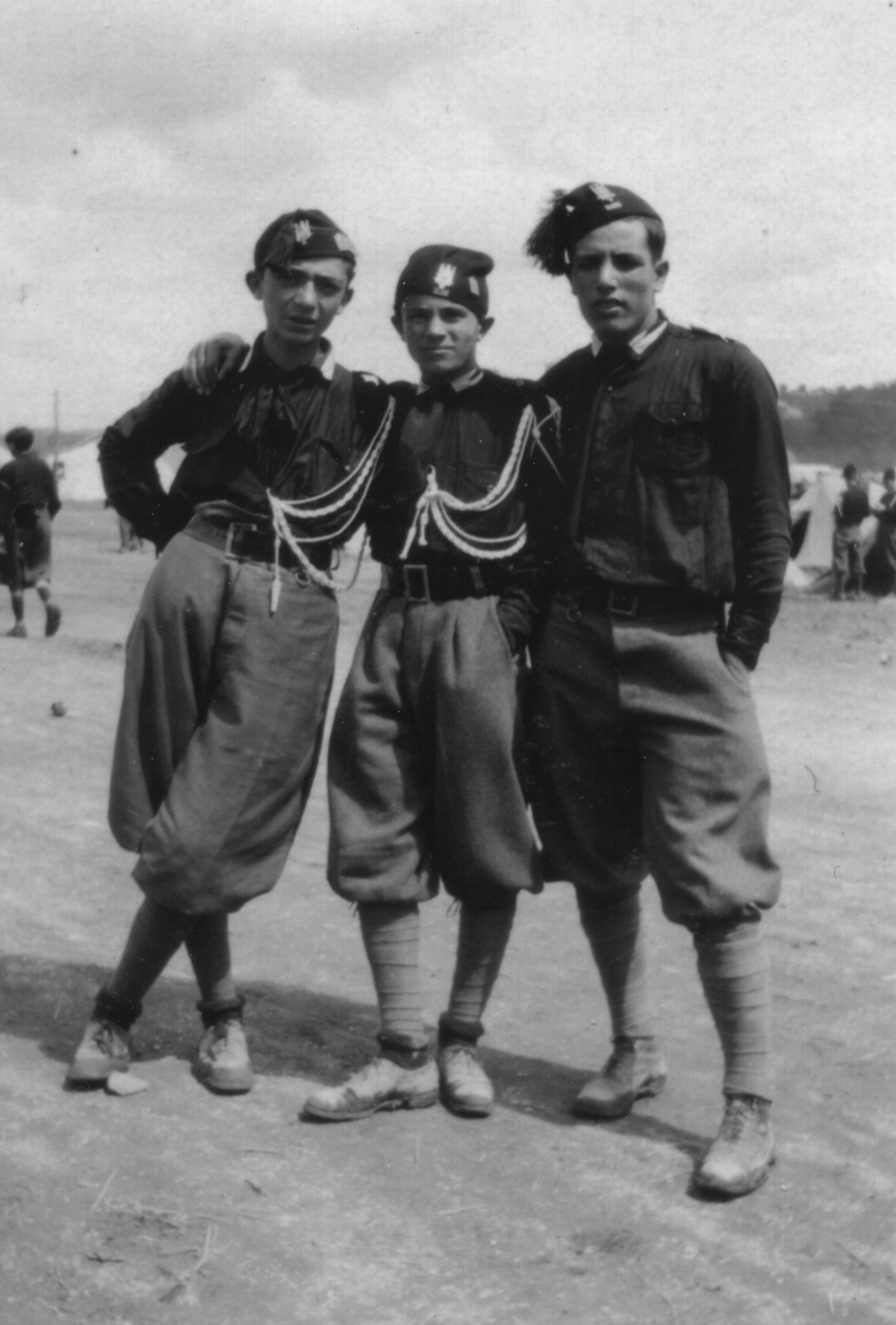
Knickerbockers

De knickerbocker is een broek die vooral in de eerste helft van de twintigste eeuw door mannen en jongens gedragen werd. Het is een pofbroek die tot net onder de knie reikt. De broek werd vaak in de wintermaanden gedragen; in de zomer droegen de jongens een korte broek. De naam knickerbocker is ontstaan uit het boek The History of New York van Washington Irving, waarin de fictieve auteur Diedrich Knickerbocker optrad.
Het was gebruikelijk dat jongens wanneer ze wat ouder werden (zo rond 17 jaar) de knickerbocker verwisselden voor een plusfour.
Knickerbockers werden in de negentiende eeuw en aan het begin van de twintigste eeuw ook gedragen als sportkleding bij onder andere golf, wielrennen en in de klimsport.